# Monte Ralo
Monte Ralo é um município da província de Córdova, na Argentina.